# Juigné-des-Moutiers
Juigné-des-Moutiers è un comune francese di 347 abitanti situato nel dipartimento della Loira Atlantica nella regione dei Paesi della Loira.

## Società

### Evoluzione demografica
Abitanti censiti